# GO-305
A GO-305 é uma rodovia estadual brasileira localizada em Goiás que corta os municípios de Anhanguera, Cumari e Goiandira, passando pela BR-352 e a GO-330. O asfalto da rodovia foi inaugurada em agosto de 2007, entretanto em 2011 já apresentava problemas em sua estrutura, tendo uma cratera de trinta metros no trajeto.